# Jane Morris
Jane Morris, född Burden 19 oktober 1839 i Oxford, död 29 januari 1914 i Bath, var en engelsk textilkonstnär och konstnärsmodell. 
Hon var dotter till hästskötaren Robert Burden och tvätterskan Ann Maizey. Hon hade alltså arbetarklassbakgrund och därmed begränsad skolunderbyggnad och ska ha inspirerat Vernon Lee till titelpersonen i Miss Brown som George Bernard Shaw omarbetade till Eliza Doolittle i sin pjäs Pygmalion, som i sin tur utgör handlingen i musikalen My Fair Lady. 
År 1857 mötte hon konstnärerna Dante Gabriel Rossetti och Edward Burne-Jones som introducerade henne till kretsen runt det prerafaelitiska brödraskapet. Hon gifte sig 1859 med formgivaren och konstnären William Morris. Tillsammans med sin syster Elizabeth Burden (född 1841) och sina döttrar Jane Alice (1861–1935) och May (1862–1938) var hon aktiv i makens textilföretag Morris, Marshall, Faulkner & Co (från 1875 Morris & Co). Äktenskapet var olyckligt och hon hade en kärleksrelation med Dante Gabriel Rossetti från omkring 1865 och till hans död 1882 och därefter med Wilfrid Scawen Blunt.  
Hennes bleka hy och kopparfärgade hår uppfattades av de prerafaelitiska konstnärerna som ett skönhetsideal och hon kom framför allt att bli en av Rossettis favoritmodeller. Hon stod bland annat modell för Dantes dröm (1869–1871), Proserpine (1874) och Dagdrömmen (1880). Som modell arbetade hon även för maken William Morris, Edward Burne-Jones och Evelyn De Morgan.

## Galleri

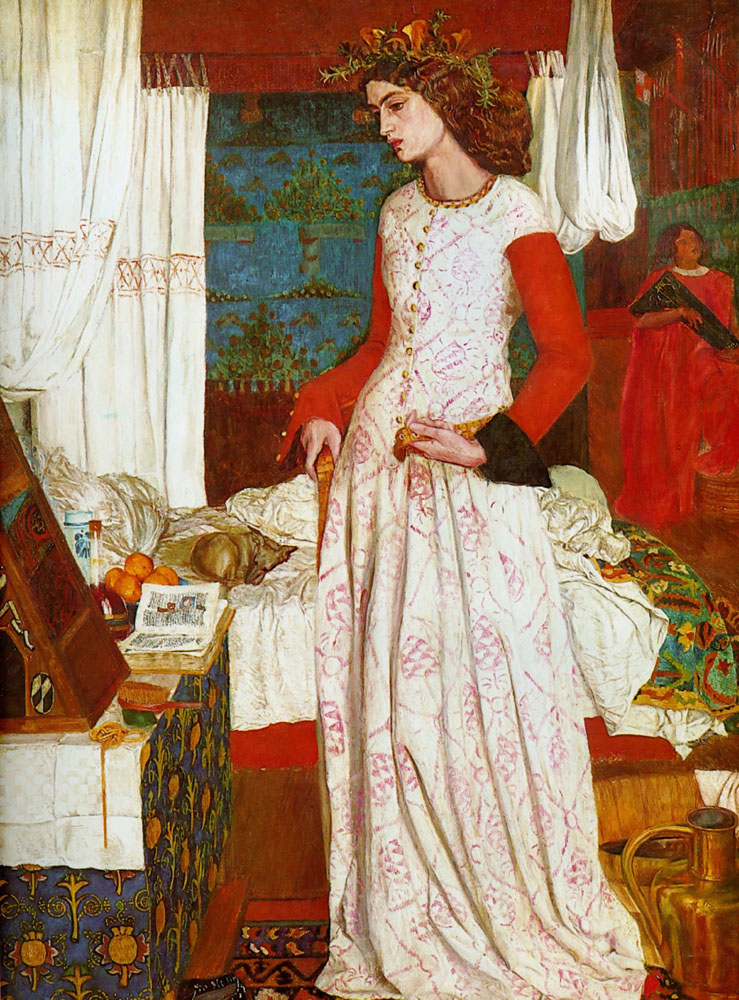
William Morris La Belle Iseult (1858), Tate Britain.
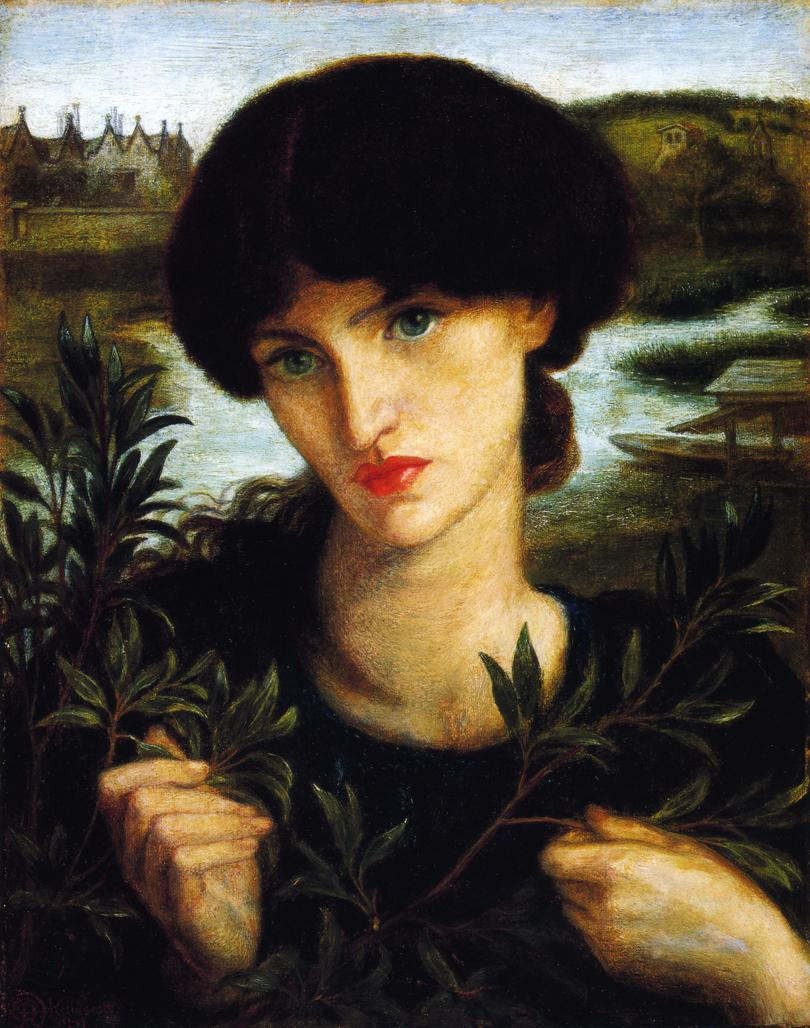
Rossettis Water Willow (1871), Delaware Art Museum.
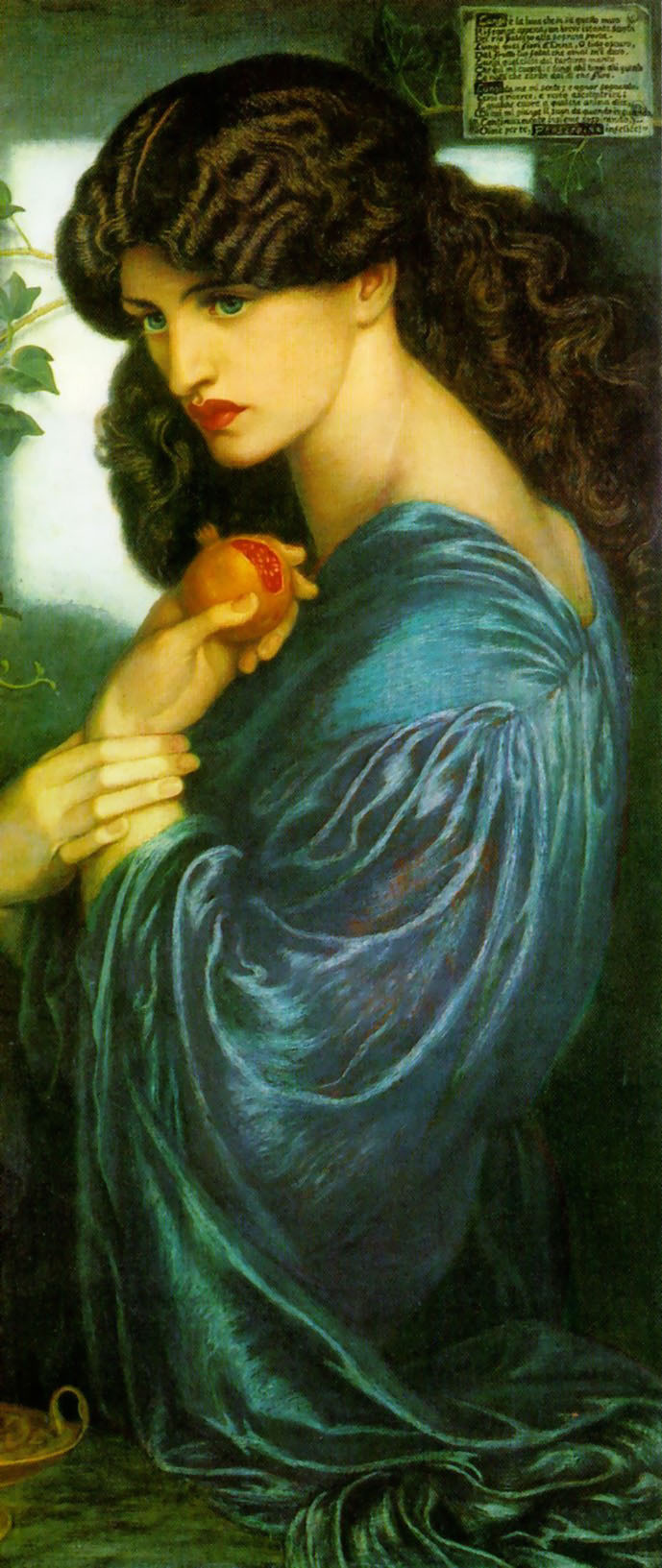
Rossettis Proserpine (1874), Tate Britain.
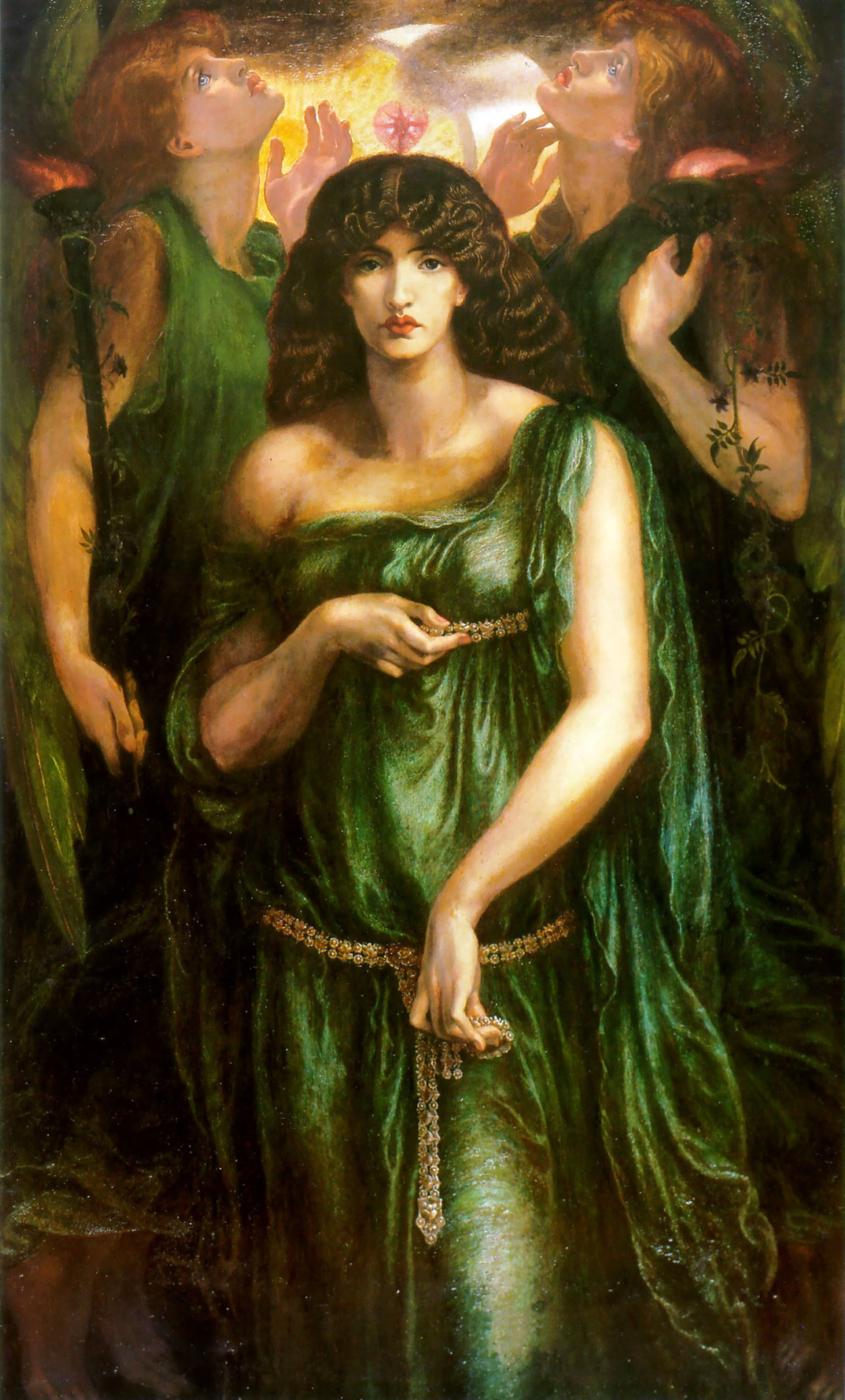
Rossettis Astarte Syriaca (1877), Manchester Art Gallery.
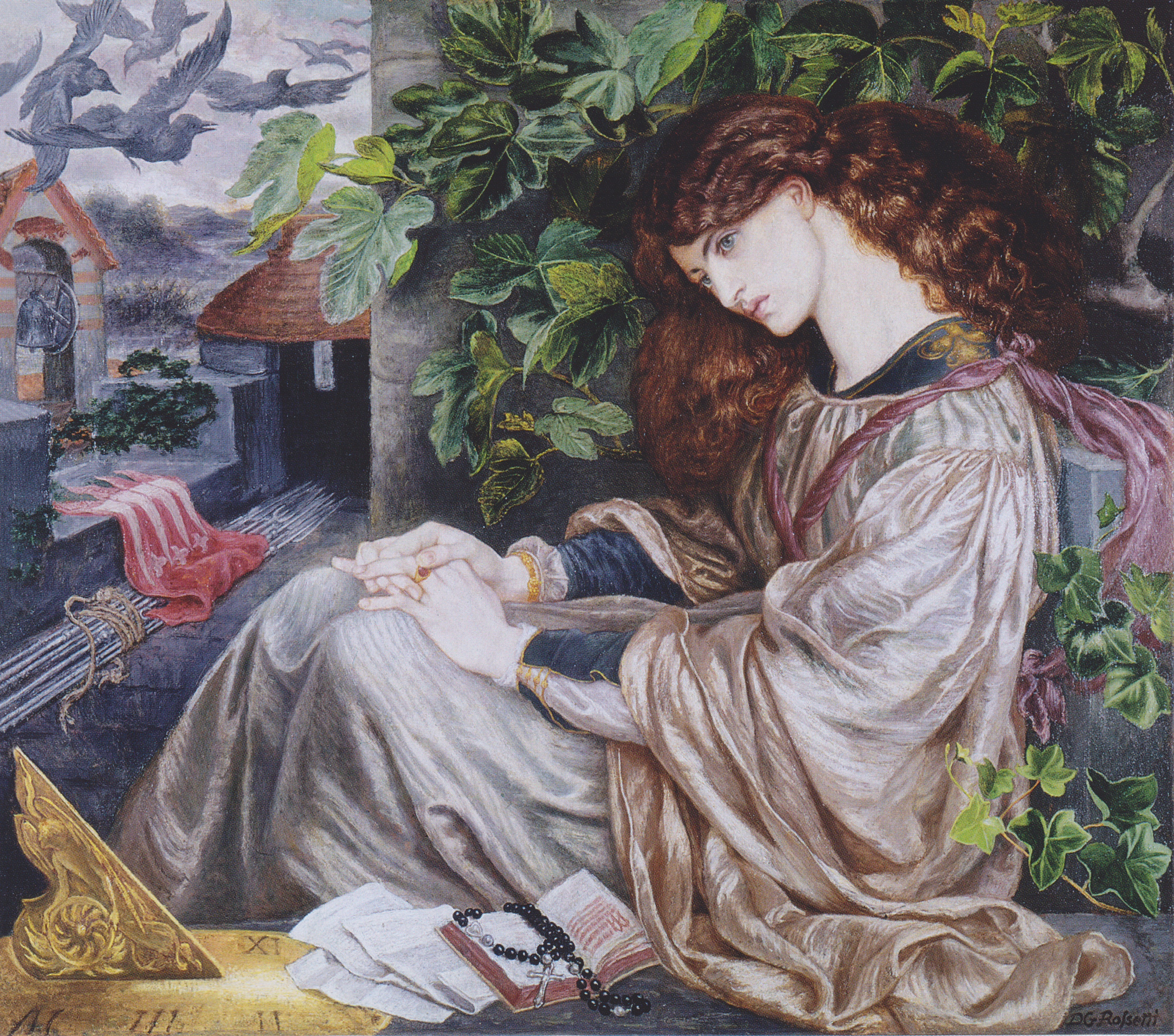
Rossettis La Pia De' Tolomei (1868-80), Spencer Museum of Art.
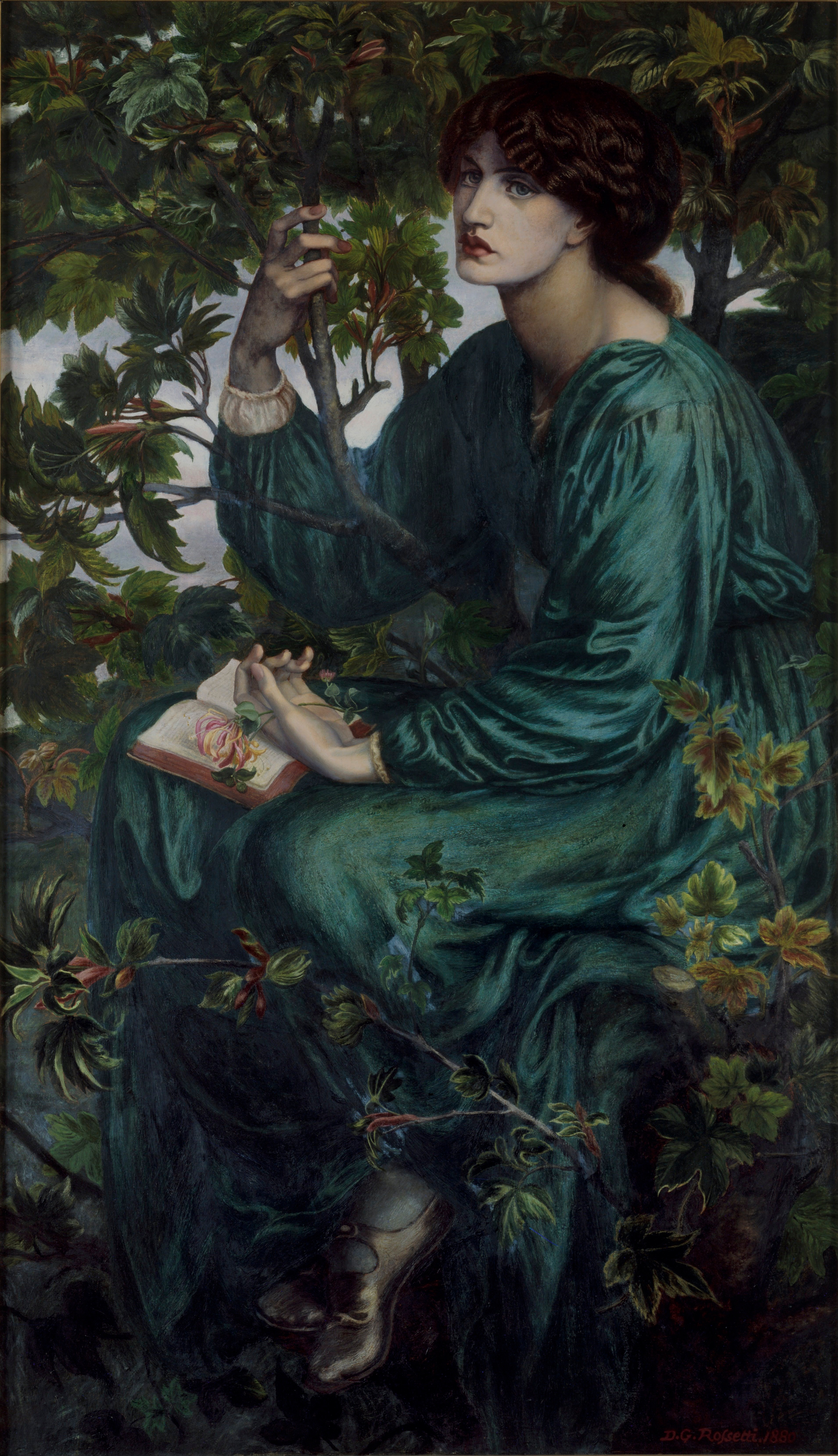
Dagdrömmen (1880), Victoria and Albert Museum.
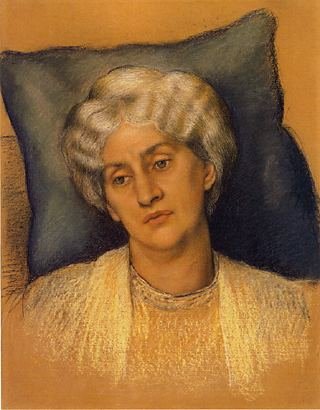
Evelyn De Morgans porträtt av Jane Burden Morris (1904).